# Alois Valenta
Alois Valenta (* 18. Juni 1830 in Wischau in Mähren; † 1918) war Arzt und Verfasser zahlreicher medizinischer Fachbücher.

## Leben
Nach Abschluss seines Medizinstudiums in Wien, wurde er 1857 Primararzt an der Gebär- und Findelanstalt in Laibach. Als Forscher hat er zahlreiche Aufsätze in der „Wiener medicinischen Wochenschrift“, der „Wiener medicinischen Presse“, der „Zeitschrift der k. k. der Gesellschaft der Aerzte in Wien“, im „Jahrbuch für Kinderheilkunde“, in der Berliner „Zeitschrift für Geburtshilfe und Gynäkologie“ veröffentlicht.
Zudem war er Erfinder eines sicher und schonend wirkenden, Wehen vermindernden Mittels.

## Werke (Auszug)
- Lehrbuch der Geburtshilfe (1860), welches auch ins Slowenische übersetzt wurde.
- Cauterisatio uteri als wehenerzeugendes und wehenverbessernden Mittel (1871)
- Das Laibacher Barackennotspital (1895)